# Обертойрінген
Обертойрінген (нім. Oberteuringen) — громада в Німеччині, знаходиться в землі Баден-Вюртемберг. Підпорядковується адміністративному округу Тюбінген. Входить до складу району Бодензе.
Площа — 20,06 км2. Населення становить 5037 ос. (станом на 31 грудня 2020).